# Лупус
Лупус, системски еритемски лупус (енгл. systemic lupus erythematosus, SLE, лат. lupus erythematosus sistemicus), аутоимуна је болест у којој имунски систем постаје хиперактиван и напада нормално, здраво ткиво. То резултује симптомима као што су запаљење, оток и оштећење зглобова, коже, бубрега, крви, срца и плућа.
Код нормалне функције, имунског система протеини који се зову антитела имају улогу у заштити и борби против антигена (супстанце способне да изазове одређене имуне одговоре), као што су вируси и бактерије. Лупус доводи имунски систем у стање у коме он није у могућности да прави разлику између антигена и здравог ткива. Ово има за последицу да антитела имунског система директно делују против здравог ткива - не само антиген - изазивајући отицање, бол и оштећење ткива.

## Историја
Историјат лупуса може се поделити у три периода:

### Класични период
Око 400. п. н. е. Хипократ први описује црвене улцерације (чиреве) на кожи, које су можда, или могу бити повезане са лупусом. Термин лупус се први пут користи за описивање црвених улцерације на лицу у средњем веку. Термин је први применио Руђер из Салерна око 1200, користећи га за описивање класичне маларијске оспе. 1885. Сер Вилијам Ослер (енгл. Sir William Osler), у објављеним радовима описује промене на срцу, плућима, зглобовима, мозгу, бубрезима и желуцу, а наводи и случајеве лупуса без кожних промена.

### Неокласични период
Око 1800. др Вилан (Dr. Willan), британски дерматолог, укључује лупус у своју класификацију обољења коже. Он описује лупус као болест деструктивне природе за коју не постоји одговарајући начин лечења. У том тренутку он вероватно описује туберкулозу коже која је тада била позната као "лупус вулгарис", а не еритемски лупус. Нешто касније у 19. веку, Казенар, ученик француског дерматолога Блета, уводи појам еритемски лупус и потврђује да се он разликује од осталих улцерација коже. 1872. Мориц Капоши износи свој став да је лупус системска болест. У овом периоду откривен је и први лек, који је дао резултате у лечењу лупуса - кинин пронађен 1894. Четири године касније, употреба салицилата заједно са кинином даје још боље резултате у лечењу лупуса. Ова терапија је била најбоље могућа за лечење лупуса до средине 20. века.

### Савремени период
Године 1920, патолози болнице Синај у Њујорку (енгл. Sinai Hospital in New York) Либман и Сако (лат. Libman - Sacko) описују низ промена код системског еритемског лупуса (нпр. промене на срцу познате као Либман-Сакоов ендокардитис, бубрежне лезије и хематолошке поремећаје у крви. Истовремено др Клемперер по први пут за лупус уводи термин колагена болест. 1922. Лажно позитиван тест на сифилис примењује са као заједнички налаз у СЕЛ и сифилису (познато је да око 30% пацијената који болују од СЕЛ има лажно позитиван тест на сифилис - то не значи да ови људи имају полну болест.) Ипак „модерни период“ почиње 1948. са открићем Le (лупус еритематозус) - ћелије, што је дало напредак у препознавању патофизиолошких и клиничко-лабораторијских карактеристика болести, и његовом лечењу. Током 1950. почиње примена флуоресцентних тестова за откривање антитела, (антинуклеарни тестови антитела (Ана)), који су у 95% пацијената са СЕЛ позитивни. Исте године са открићем кортикостероида, од стране Хенча ефикасност лечења лупуса је значајно побољшана. Од 1960. прогноза код оболелих од лупуса се драматично побољшава због напретка у дијагностици, примена лекова је све разумнија а све више се уводи и здравствено просвећивање болесника. У 1970. се оснива Америчка фондација за лупус, прво удружење посвећено лечењу лупуса, која помаже оболелима широм света да се удруже у циљу подршке оболелима од лупуса и њиховим породицама. Њихов примарни задатак је да образују оболеле, јавност и здравствене радника о лупусу.
Историчари медицине у својим истраживањима износе податак да су особе са порфиријом (болест која има много сличних симптома са лупусом) означаване као вампири и вукодлаци, због осетљивости на светлост, ожиљака, раста косе, и порфиријом изазваних браонкасто-црвених мрља на зубима код тешких облика рецесивних (наследних) порфирија (или комбинације поремећаја, познате као двојна, хомозиготна или једнозиготна порфирија).

## Етимологија
- Прва претпоставка о називу болести "системски еритемски лупус" потиче из раног 13. века. Системски значи да напада многе органе. Реч еритемски је изведна из грчке речи (грч. ερυθρός), што значи црвен и односи се на црвенило оспе на кожи. Реч лупус је изведена из латинске речи за вука (лат. lupus) и односи се на карактеристичну оспу у облику лептира на лицу, што је људе асоцирало на беле шаре на глави вука.[4] Први пут је овај назив применио Руђер из Салерна, који га је користио да опише ерозивне фацијалне лезије које су га подсећале на последице које оставља вук после напада.[1][5][6]
- Друга претпоставка је, да су неки доктори, осип на кожи у току лупуса упоређивали са лезијама које подсећају на огреботине или уједе вука.[4]
- Треће претпоставка је да термин „лупус“ није преузет из латинског већ из француског језика, и потиче од назива маске за лице (фр. loup - што је француски израз за вука), коју су жене тога доба користиле да би сакриле лупусом изазване промене на лицу.
- Четврта претпоставка је повезана са континуираним нападима болести који су праћени црвеном оспом, што је неке подсећало на учестале нападе, попут оних које изводе агресивни предатори, остављајући за собом црвене мрље.[4]

## Врсте лупуса
Постоји неколико различитих врста лупуса:

### Дискоидни еритемски лупус
Пацијенти са дискоидним лупусом имају облик болести која је ограничена на предео коже. Стога се овај облик лупуса назива и кожним обликом лупуса. Одликује се: осипом који се појављује на лицу, врату и кожи главе, и обично није праћен променама на унутрашњим органима. Мање од 10% болесника са дискоидним лупусом може прећи у системски облик болести, али на жалост за сада не постоји начин да се то предвиди или спречи напредовање болести.

### Системски лупус (СЕЛ)
Системски лупус, раније познат и као лупус еритематоидес (да би се разликовао од лупуса вулгариса тј. туберкулозе коже), је системски облик болести. СЕЛ је много тежи облик него дискоидни лупус, јер може утицати на било који орган тела, или органске системе. Код неких људи могу се јавити упале или неки други поремећаји само на кожи и зглобовима, а код других се поред промена на зглобовима, јављају и промене на плућима, бубрезима, у крви а често и на срцу. Овај тип лупуса често карактерише, смењивање периода (када је болест активна) и периода ремисије (кад је болест мирује).
| Локализација промена           | Знаци-симптоми |
| Кожа                           | - Дискоидан осип (присутан је у 20% болесника, са системским манифестацијама или без њих) - Промене су изражене на деловима тела изложеним сунцу |
| Поглавина                      | - Алопеција или губитак косе |
| Слузокожа (уста, носа, вагина) | - Појава безболних улцерација |
| Гастроинтестинални систем      | - Нелагодност у стомаку, - Мучнина, - Акутни бол, повраћање и пролив (повезан са васкулитисом црева). |
| Зглобови                       | - Оток са полиартритисом који је симетричан, неерозиван, и обично без дефоација. - Артритис који често укључује проксималне и интерфангеалне и метакарпофалангелне зглобове руку, и зглобове колена. - Аваскуларна некроза, код болесника који узимају кортикостероиде.                      |
| Централни нервни систем        | - Гранд мал - Неуропатије (сензорне и сензомоторне) - Мождани удар (висока стопа у првих 5 година код болесника са антифосфолипидним антителима) |
| Орган вида                     | - Васкулитис ретине - може да доведе до слепила. |
| Уринарни систем                | - Бубрежна инсуфицијенције |
| Кардиоваскуларни систем        | - Атеросклероза -прерана. - Плућна хипертензија, са васкулитисом и инфарктом срца. - Либман-Сакс ендокардитис (у вези са антифосфолипидни антитела). - Перикардитис (у 20-30% случајева истовремено са уремијом) - Миокардитис (праћен инсуфицијенцијом срца, аритмијом и изненадном смрћу). |
| Респираторни систем            | - Упала плућа (убрзано дисање, кашаљ, повишена температура и грозница ) - Искашљавање крви (секундарна плућна хеморагијска болест). |

### Медикементозни или лековима изазван еритемски лупус
Лековима изазван еритемски лупус, је реакција имунског система организма на одређене лекове и карактерише га симптомима веома сличним СЕЛ. Лекови који су најчешће повезани са овим обликом лупуса су из групе; хидрализина који се користе у лечењу хипертензије и прокаинамида за лечење срчане аритмије, али има и преко 100 других лекова који могу изазвати ово стање. Након престанка узимања лекова овај облик лупуса се повлачи и обрнуто.

### Неонатални лупус
Неонатални, или лупус код новорођенчета је веома редак облик лупуса који се јавља када мајка продукује аутоантитела на сопствени фетус (плод). У већини случајева болест нестаје спонтано између 3-6. месеца живота, не остављајући никакве последице Нерођено дете и новорођенче такве мајке може имати осип коже који не оставља никакве ожиљке, али се могу јавити и друге компликације на срцу (познате као урођени срчани блок) и у крви (поремећај у броју крвних ћелија који је ретко озбиљан и пролази за неколико недеља без лечења).
Ризик од побачаја ?
Ризик од трудноће код пацијенткиња са лупусом су реални за мајке и фетуса. Око 10% трудноћа у свету завршавају побачајем. У првом тромесечју, губитак плода се понекад не може повезати са знацима активног лупуса. Касније се јављају губици плода пре свега због Антифосфолипидног синдрома, понекад и без обзира на третман са хепарином и аспирином. Све жене са лупусом, чак и ако немају у историји болести побачај, требало би да буде тестиране на Антифосфолипидна антитела и антикардиолипинска антитела. пре зачећа. Ове трудноће су са високим ризиком, али уз одговарајућу контролу развоја фетуса, укључујући и ултразвук за праћење раста и развоја плацентне и биофизичког профила, углавном од 26. недеље па надаље, многе од ових беба може бити спашено од настанка озбиљне инсуфицијенције плаценте. Не постоји консензус лекара о томе да ли је индикована за лечење жена са лупусом у трудноћи примена Антифосфолипидним антителима код прве трудноће, јер су добри резултати добијени и применом само аспирина.
У процени да ли је трудноћа код болесница са лупусом ризична користе се два главна критеријума;
- Васкуларна тромбоза; жена која је имала венске или артеријске тромбозе треба да буде у току терапије третирана антикоагулантима током наредне трудноће.
- Морбидитет плода у трудноћи; жена која је имала морбидитет плода у трудноћи - на почетку или у каснијој трудноћи или је имала тешке еклампсија или инсуфицијенцију плаценте, превентивно - треба користити профилактичке дозе хепарина и аспирина током наредне трудноће.

## Епидемиологија
Према Америчкој фондација за лупус (LFA), 1,5 до 2 милиона Американаца има неки облик лупуса. Инциденца болести код системског еритемског лупуса је 5,1 на 100.000 годишње. Преваленца лупуса је око 52 случаја на 100.000 људи у САД. Иако се болест јавља код оба пола, код жена се болест јавља 9 пута чешће, а настаје обично између 15 и 45. године живота. Код афро-америчких жена знаци болести су много тежи и прати их висок морталитет.
Процењује се да у Италији болује, са клинички јасним знацима лупуса, око 60.000 људи. Годишње повећање лупуса у Италији је око 1.500 ново дијагностикованих случајева. На основу резултата ове процене, болест која је до 2005. у Италији третђирана као ретка, од 2006. је класификована као хронична болест, јер скоро сваки 5000 становник италијанског полуострва болује од ове болести.
Највиша преваленца системског еритемског лупуса (СЕЛ) у свету је пријављена у Италији, Шпанији, Мартинику и Карибима.

### Морталитет
Очекиваног трајања живота пацијената са лупусом је продужено са 4-годишњег преживљавање са стопом од 50% у 1950. на 15-годишње преживљавање са стопом од 80% данас. Код млађих болесника узрок смрти у року од 15 година, најчешћесу инфекције. После 35, пацијент има више изгледа да умре од инфаркта миокарда .
Заразне болести су један од водећих узрока морбидитета и морталитета, код лупуса, са уделом од 29% свих смртних случајева код тих пацијената. Жене са лупусом између 35 и 44 година имају 52 пута већи ризик од инфаркта миокарда него жене млађег животног доба.
Десетогодишња стопа преживљавања у појединим земљама у Азији и Африци је знатно нижи, и у распону је од 60-70%.

## Етиологија
Мада се тачно не зна шта узрокује лупус и друге аутоимуне болести, већина лекара његову појаву везује за генетске и еколошке узрочнике.
Познато је из свакодневне праксе да се лупус често јавља као породична болест, што наводи на претпоставку да је за његову појаву битна наследна предиспозиција.
Предиспозиција ствара услов за настанак лупуса, али се болест јавља тек после контакт организма са неким факторима животне средине који покрећу механизам болести.
Већи број случајева код жена него код мушкараца (однос 9:1) указују на то да болест могу активирати и одређени хормони. Хормони попут естрогена регулишу прогресију симптома болести, јер имају тенденцију да њихов ниво расте пред менструацију и / или у току трудноће.
Патогена аутоантитела су примарни узрок оштећење ткива код оболелих од лупуса. Продукција ових антитела настаје помоћу сложеног механизма који укључује сваки кључни аспект имуно система.
Абнормални мобилни и хуморални одговор, на формирање ових аутоантитела, се модулира генетичким предиспозицијама, животном средином, хормоналним и другим факторима;
Генетички фактори
- МХЦ гени ХЛА-А1, Б8, и ДР3 су повезани са лупусом.
- Генетски фактори Ц1к, Ц2 и Ц4

Фактори животне средине
- Екстремни стрес
- Излагање ултраљубичастом светлу, (најчешће сунцу)
- Пушење
- Неки лекови, антибиотици, посебно они из сулфа пеницилинске групе
- Неке инфекције, као што су цитомегаловируси (ЦМВ), парвовируси, инфекције хепатитисом Ц, и Епштајн-Бар вирус (код деце)
- Излагање хемијским једињењима трихлоретилена, силицијума, пестицидима, живи и другим материјама из воде и прашине.[24]

## Клиничка слика
| Симптоми                                | Проценат |
| --------------------------------------- | -------- |
| Артралгија (бол у зглобовима)           | 85%      |
| Општа слабост (умор, малаксалост …)     | 84%      |
| Промене на кожи                         | 81%      |
| Бурежна инсуфицијенција                 | 77%      |
| Запаљење зглобова                       | 63%      |
| Рајнодова болест                        | 58%      |
| Поремећаји централног нервног система   | 54%      |
| Промене на слузокожи                    | 54%      |
| Гастроинтестиналне сметње               | 47%      |
| Запаљење плућне марамице                | 37%      |
| Аденопатије (запаљења лимфних чворова)  | 32%      |
| Запаљење срчане марамице (pericarditis) | 29%      |
| Поремећаји у раду плућа                 | 17%      |
| Запаљење мишића                         | 5%       |
| Миокардитис (упала срчаног мишића)      | 4%       |
| Панкреатитис                            | 4%       |

Најчешће се клиничка слика лупуса развија постепено, мада понекад и изненада. Лупус се може манифестовати у блажем или израженијем облику.
Пракса је показала да не постоје два истоветна случаја са идентичним клиничким знацима лупусне болести, јер постоји широк спектар симптома који потичу из разних делова тела. Тако већина болесника са знацима лупуса има поремећај у неколико органа, који у тежим случајевима могу бити праћени и проблемима са бубрезима, срцем, плућима, крвљу или нервним системом.
На почетку болести клиничку слику лупуса карактеришу следећи знаци;
- Деформација зглобова праћена болом (артралгиа), артритис, као и отицање зглобова, посебно малих зглобова на рукама, лактовима, коленима .
- Отицање руку и ногу, због проблема са бубрезима
- Грозница са температуром већом од (38 °C)
- Продужени или екстремни умор
- Осип на кожи, нешто израженији на на рукама, лицу, врату или леђима
- Карактеристичан облик осипа на лицу преко образа и носа у облику лептира
- Анемија (праћена недостатком кисеоника у црвеним крвним зрнцима)
- Бол у грудима на дубоко дисање или недостатак даха
- Осетљивост на сунце и јако светло (photosensitivity)
- Губитак косе или алопеција
- Поремећаји згрушавања крви
- Рајнодова болест : карактерише се променама на прстима који су бледи и / или плави или црвени и хладни
- Појава улцерација (чирева) у носу и устима
- Суве очи
- Честа и лака појава модрица на кожи
- Анксиозност, депресија, главобоља, губитак памћења и

## Дијагноза
Дијагноза лупуса заснива се на; комбинацији субјективних симптома, објективних знакова и резултата тестова, а пошто се правилном диференцијалном дијагностиком искључе друге болести.
Да би олакшали дијагностику лупуса и његово разликовање од осталих болести, Америчка реуматолошка Асоцијације (АРА) саставила је листу од 11 критеријума који указују на лупус. Критеријуми су заправо неки од најчешћих симптома код болесника са лупусом. Искусни лекари ипак могу да поставе дијагнозу лупуса и без ових критеријума.

### Критеријуми
| Критеријуми                                                                  | Карактеристике |
| ---------------------------------------------------------------------------- | --- |
| Оспа у облику „лептира“                                                      | Црвене је боје а локализована је у пределу образа и превоја носа. |
| Фотосензитивност коже                                                        | Прекомерна је реакција коже на сунчеву светлост. Промене су видљиве обично само на кожи изложеној сунцу, док је кожа прекривена одећом поштеђена промена. |
| Издигнута перутава оспа у облику новчића                                     | Карактеристична је за дискоидни лупус, који се јавља на лицу, кожи главе, ушима, грудима или рукама. Након излечења, дискоидни лупу може да остави ожиљак. Дискоидне промене су чешће код црне деце него у осталим расним групама. |
| Ранице на слузокожи                                                          | Мала оштећења у устима или носу. Обично су ранице безболне, али оне локализоване у носу могу да изазову крварење. |
| Упала зглобова (артритис)                                                    | Јавља се код већине болесника са лупусом и праћена је болом и отоком у зглобовима шака, руку, лактова, колена и другим зглобовима руку и ногу. Бол може бити и шетајући, што значи да прелази са једног на други зглоб или се јавља на истом зглобу са обе стране тела. Артритис код лупуса обично не доводи до трајних промена (деформитета). |
| Запаљење плућне марамице (плеуритис)' и упала срчане марамице (перикардитис) | Може да прати сакупљање течности око срца или плућа. Плеуритис прати и јак бол при дисању. |
| Запаљење бубрега                                                             | Присутно је код готово све деце са лупусом, а код одраслих индивидуално и креће се од веома благог до веома тешког облика. У почетку је обично без симптома и може се открити само помоћу анализе мокраће и функционалних тестова бубрега. Уколико је оштећење бубрега озбиљније у мокраћи је присутна крв а јавља се и отицање стопала и ногу. |
| Поремећај централног нервног система                                         | Испољава се као главобоља, изненадни напади грчева и потешкоће у концентрацији и памћењу, промене расположења, депресија и психозе (озбиљно ментално стање са поремећајем размишљање и понашање). |
| Поремећаји крвних ћелија                                                     | Изазвани су ауто-антителима која нападају крвне ћелије. Процес уништавања црвених крвних зрнаца -хемолиза, доводи до хемолитичке анемије и хипоксије(због нарушеног уноса кисеоника од плућа до других делова тела). Ово уништавање може бити споро и релативно благо али и веома бурно и да озбиљно угрози живот. |
| Антинуклеарна антитела (АНА)                                                 | Су антитела уперена против ћелијског једра. Она се налазе у крви готово сваког болесника са лупусом. Ипак, позитиван АНА - тест, сам по себи, није доказ за лупус. Тест може бити позитиван и код других болести, а у око 5% случајева може бити присутан и код здравих особа. |
| Имунолошки поремећаји                                                        | Односе на ауто-антитела која се налазе у крви и указују на лупус: Антитела на дезоксирибонуклеинску киселину-анти ДНК - антитела', су ауто-антитела уперена против генетичког материјала у ћелији. Првобитно су пронађена код лупуса. Овај тест се често понавља, зато што се број анти ДНК антитела повећава када је лупус активан, што лекару помаже да процени степен активности болести. Анти-См антитела (која носе име прве болеснице у чијој су крви била пронађена - Смит ). Ова ауто-антитела се искључиво налазе код лупуса и често помажу да се потврди дијагноза. Позитиван налаз на антифосфолипидна антитела која су аутоантитела уперена против сопствених фосфолипида (делова ћелијске мембране) или протеина који садрже фосфолипиде. Два најпознатија антитела су су антикардиолипинска антитела и лупусни антикоагуланс. Антифосфолипидна антитела се могу наћи код 50% особа са лупусом, али се такође срећу и код неких других аутоимунских болести. Ова антитела појачавају згрушавање крви у крвним судовима и повезују се са неколико манифестација укључујући тромбозу артерија и / или вена, смањен број тромбоцита (тромбоцитопенија), мигренозне главобоље, епилепсија и црвенкасто ишарана кожа. Уобичајено место згрушавања у крвним судовима је мозак, што може довести до шлога, али се јавља и у венама коже и бубрега. Болесник са лупусом мора да има најмање 4 од 11 карактеристика болести са ове листе у било ком тренутку од почетка болести. |

### Лабораторијски и други тестови
Лабораторијски и други тестови могу да помогну у постављању дијагнозе лупуса. У свакодневној пракси примењују се следеће лабораторијске анализе, тестови и друге методе дијагностике;
Стандардне анализе крви и мокраће
- Седиментација (СЕ) и Ц-реактивни протеин (ЦРП) - су повишени код запаљења. ЦРП може бити и нормалан код лупуса, али повишене вредности указују на присуство инфекције.
- Комплетна крвна слика која може да открије малокрвност (анемију), низак број тромбоцита и белих крвних зрнаца.
- Одређивање количине беланчевина у крва (електрофореза) може открити повећање појединих фракција беланчевина (гама-глобулина) што указује на појачан запаљенски процес а снижен албумин на оштећење функције бубрега.
- Биохемијске анализе крви: могу да открију оштећење бубрега (повећање уреје, азотних материја, креатинина, и промене у концентрацији електролита), поремећај функције јетре и промене у мишићима (повишени мишићни ензими).
- Анализа мокраће код лупуса указује на степен захваћености бубрега. Присуство еритроцита или повећане количине беланчевина у мокраћи указују на бубрежно обољење.

Имунолошки тестови.
- Антинуклеарна антитела (АНА),[30][31]
- Антинативна ДНК антитела
- Анти-См антитела
- Антифосфолипидна антитела
- Лабораторијски тестови који мере нивое комплемента у крви:

Комплемент је заједнички назив за групу крвних беланчевина који уништавају бактерије и регулишу запаљенске и имунолошке одговоре. Одређене компоненте комплемента протеини (Ц3 и Ц4) могу бити потрошени у имунолошким реакцијама а ниски нивои ових протеина означавају присуство активне болести, нарочито болести бубрега.
Остале анализе
- Биопсија коже, бубрега и других органа; може понекад да помогне у постављању дијагнозе кожног васкулитиса, дискоидног лупуса или врсте других кожних оспи, оштећења бубрега итд.
- Електрокардиограм (ЕКГ) и ултразвучни преглед срца, испитивање плућне функције,
- Електроенцефалографија (ЕЕГ),
- Радиолошки преглед органа и система организма који обухвата примену следећих метода;

| Радиолошка метода                    | Радиолошки налаз |
| Радиографија грудног коша            | - Ефузија - Инфилтрација - Кардиомегалија |
| Ехокардиографија                     | - Индикован је код бола у грудима, да искључи промене на срцу (излив у срчаној кеси, оштећење срчаних залистака и да потврди било какве знаке плућне хипертензије). |
| Магнетна резонантна томографија (МР) | - Открива фокалне неуролошке дефиците или когнитивне дисфункције.                                                                                                   |
| Компјутеризована томографија (ЦТ)    | - Открива узроке болова у стомаку и сумњу на панкреатитис. - ЦТ-ангиографија открива величину и врсту промена и степен исхемије код лупусног васкулитиса.           |

## Терапија
Тренутно не постоји идеалан лек за лупус, нити је откривен нови лек за његово лечење у последњих 50 година. Мада постоји велики број нових лекова, тренутно су сви они у фази истраживања или је у току њихово клиничко испитивање. Рана дијагноза и правилно лечења могу бити значајан чинилац и од пресудног значаја у контроли болести и сузбијању њених симптома. Ефикасно лечење лупуса се пре свега састоји од;
- минимизирања симптома,
- смањења запаљења ,
- купирања болова,
- одржавања нормалних функција организма и
- спречавања озбиљних компликација.

Како се клиничка слика лупуса различито испољава и терапија се мора прилагодити специфичним проблемима сваког болесника понаособ, а дозе лекова ће варирати у зависности од тежине болести.

### Терапија благих или умерених симптома
- Нестероидним антиинфламаторним лековима (НСАЛ),[33] као што су аспирин, напроксен натријум и ибупрофен и други). Уобичајени нежељени ефекти који настају у току примене НСАЛ су крварења желуца и повећан ризик од срчаних проблема.
- Антималаријским лековима, као што је хидроксихлороквин. Иако не постоји веза између лупуса и маларије, антималаријски лекови се корисне у лечењу симптома лупуса и спречавају ремисију болести. Нежељени ефекти ових лекова су поремећај вида и слабост у мишићима.
- Кортикостероидима. У спречавању запаљенских процеса користе се кортикостероиди. Ови лекови могу имати озбиљне и дугорочне нежељене ефект који укључују пораст телесне тезине, појаву модрица, остеопорозе, хипертензије, дијабетеса, а може их пратити и повећан ризик од инфекције. Ризик од остеопорозе се донекле може смањити узимање калцијума и витамина Д.

### Терапија тежих или изузетно агресивних симптома
- Високе дозе кортикостероида, орално или интравенозно уз сталну контролу могућих нежељених дејстава. Међу, озбиљним нежељеним дејствима су секундарне инфекције, промене расположења, остеопороза и хипертензије. Ове врсте лечења захтева примену најмањих могућих доза лека уз постепено снижавање дозе, током лечења, која омогућава контролу симптома.[33]
- Имуносупресивни лекови као што су циклофосфамид (Cytoxan) и азатиоприн (Имуран). Ових лекови изазивају супресију имунског система и могу бити од користи код озбиљних облика лупуса. И они такође носе ризик од озбиљних нежељених дејстав као што су инфекције, оштећења јетре, неплодност и појава рака.[33]

### Терапија осталих специфичних и неспецифичних симптома
- Заштита од сунца, чиме се спречава појава оспе по кожи. Затворено флуоресцентно осветљење такође може покренути осип на кожи код неких особа са лупусом, и зато је требају избегавати. У лечењу кожних промена код лупуса изазваног светлосним и УВ зрачењем могу се применити локални кортикостероиди поред оралних стероида и антималаријских лекова.
- Лекови за лечење умора. Потешкоћа са спавањем, депресија и слабо контролисани болови су потенцијални узроци умора, и код ових поремећаја примењује се лечење основних узрока Лекови као што су кортикостероиди и антималаријски лекови се могу користити ако се узрок умора не може утврдити.
- Лечење отока у пределу срца и плућа. НСАЛ, антималариски лекови или кортикостероиди користе се за лечење отока око срца и плућа које изазивају бол у грудима.

## Превенција
Поред лекова, болесницима са лупусом се препоручује; хигијенско дијететски режим, и друге мере, пре свега превенције, које у суштини представљају здрав начина живота;
- Редовно вежбање. Шетње, пливање, аеробик, и бициклизам могу спречити атрофију мишића и смањити ризик од остеопорозе.
- Рехабилитација - физичка, професионална, у специјализованим установама.
- Упознавање са природом лупуса.
- Престанак пушења.
- Здрава и уравнотежена исхрана, са ограниченим количинама шећера и соли ако је болесник на кортикостероидној терапији. Постоје докази да риба има антиинфламаторна својства у лечењу лупуса, али зато клице луцерке могу да увећају запаљенске процесе.
- Избаегавање боравка и рада у загађеној средини, излагање сунцу, јаке светлости итд.
- Примена влажних и топлих облога или лежање у кади са топлом водом може смањити болове у зглобовима.
- Редовне здравствене контроле и правовремени почетак лечења.
- Редовна нега коже која обухвата и примену крема за сунчање са заштитним фактором (најмање 15) који може да блокира дејство УВА и ИВБ зрчења.[33]
- Клима - промена притиска може да погорша симптоме лупуса. Зато се тешким болесницима саветује да живе у деловима земље са минималним променама у клими и притиску.
- Контрола умора, постиже се правилним дозирањем активности и одмора у оквиру расположивог времена.
- Контрола трудноће - пре зачећа пожељно је да се обави консултација са лекаром о могућим ризицима у трудноћи код жене и њеног детета.
- Заштита когнитивних функција - ове функције се могу донекле очувати уз помоћ когнитивних терапеута или психолога, поготово код оних облика лупуса који доводи до когнитивне дисфункције и губитка памћења

## Компликације
Најчешће компликације код системског лупуса су; су;
- Због нагомилавања антитела унутар ћелија (гломерула) бубрега, као једна од компликација лупуса је, лупусни нефритис. У тежим облицима овог поремећаја може се евентуално развити отказ бубрега што намеће потребу за дијализом или трансплантацијом бубрега.
- Остале компликације су:

- Хемолитичка анемија (уништавање еритроцита)
- Инфекције
- Миокардитис (запаљење срчаног мишића)
- Поремећај понашања
- Серозно запаљење плућне или срчане марамице
- Тромбоцитопенија (низак ниво тромбоцита у крви).
- Тежи облик артритиса (запаљења зглобова)

## Светски дан лупуса
10. мај - Светски дан лупуса Светски дан лупуса установљен је 2004, када је формиран међународни управни одбор (који заступа лупус организације из 13 различитих земаља), и који се састао у Итону у Великој Британији да организује први Светског дана лупуса. Тада је послат позив на акцију свим владама широм света да повећају своју финансијску подршку за истраживања, и што бољи третман болесника оболелих од лупуса

Сви, напори да се идентификује узрок и лек за лупус координирају се на међународном нивоу. Многобројне клинике широм света, у којима се лечи лупус, међусобно сарађују у истраживању и клиничком испитивању потенцијалних нових терапија. Светски дан лупуса 10. мај устројен је како би се тога дана организовале бројне манифестације и форуми на нивоу глобалне заједнице у циљу размене искустава а болесницима дала подршка у лечењу и показало саосећање са њиховим здравственим проблемима.